# Podopterus mexicanus
Podopterus mexicanus Humb. & Bonpl. – gatunek rośliny z rodziny rdestowatych (Polygonaceae Juss.). Występuje naturalnie na obszarze od Meksyku po Kostarykę.

## Morfologia
PokrójZrzucające liście drzewo dorastające do 2–5 m wysokości. Młode gałązki mają kolce na bokach.
LiścieZebrane po 2–5, ich blaszka liściowa ma kształt od eliptycznego do odwrotnie jajowatego. Mierzy 2–7 cm długości oraz 1,5–4,5 cm szerokości, o klinowej nasadzie i tępym wierzchołku. Ogonek liściowy jest owłosiony i osiąga 5–20 mm długości. Gatka jest nietrwała.
KwiatyPromieniste, obupłciowe, zebrane po 5–20 w pęczki, rozwijają się w kątach pędów. Mają 6 zrośniętych listków okwiatu o białej barwie.
OwoceTrójboczne niełupki osiągające 5 mm długości.

## Biologia i ekologia
Rośnie w lasach liściastych zrzucających liście, na terenach nizinnych. Kwitnie od kwietnia do czerwca.